# Xumuchang (ort i Kina, Heilongjiang Sheng, lat 50,56, long 126,99)
Xumuchang är en ort i Kina. Den ligger i provinsen Heilongjiang, i den nordöstra delen av landet, omkring 530 kilometer norr om provinshuvudstaden Harbin. Antalet invånare är 369. Befolkningen består av 181 kvinnor och 188 män. Barn under 15 år utgör 22,0 %, vuxna 15-64 år 75 %, och äldre över 65 år 1,0 %.
Runt Xumuchang är det glesbefolkat, med 16 invånare per kvadratkilometer. Närmaste större samhälle är Xifengshan, 1,8 km nordväst om Xumuchang. Omgivningarna runt Xumuchang är en mosaik av jordbruksmark och naturlig växtlighet.